# Michael Mayo

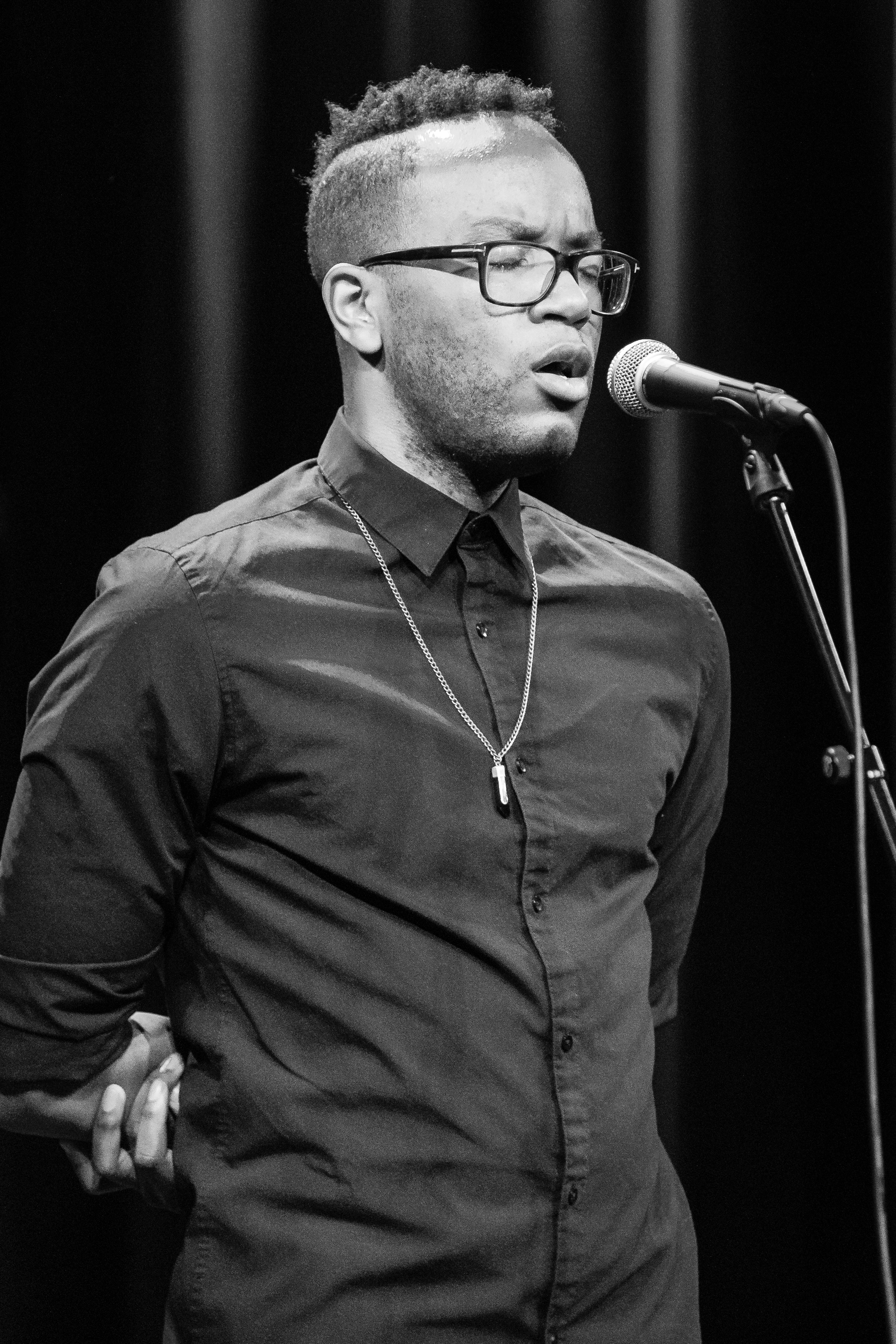
Michael Mayo (2022)

Michael Mayo (* 1. Juni 1992 in Los Angeles) ist ein amerikanischer Jazzmusiker (Gesang, Komposition), der laut Scott Yanow „einer der vielversprechendsten Jazzsänger von heute“ ist.

## Leben und Wirken
Mayo wuchs als Sohn zweier Musiker, die mit Earth, Wind & Fire, Diana Ross und Stevie Wonder auftraten, in Los Angeles auf, wo er die LA County High School of Arts absolvierte. Nach seinem Bachelor-Abschluss am New England Conservatory of Music besuchte Mayo das Thelonious Monk Institute of Jazz Performance, wo er von Wayne Shorter, Herbie Hancock und Luciana Souza betreut wurde.
Mayo, der heute in New York City lebt, ist neben Herbie Hancock, Kneebody, Gretchen Parlato, Christian Sands, Josh Groban, Ben Wendel, Becca Stevens und Theo Bleckmann aufgetreten. Er sang unter anderem im Weißen Haus, im Kennedy Center, auf dem American Voices Festival von Renée Fleming sowie auf dem Panama Jazz Festival; mit seiner eigenen Band spielte er auf dem Playboy Jazz Festival 2019, dem Atlanta Jazz Festival und dem Monterey Jazz Festival.  Sein Debütalbum Bones mit seinem Trio mit dem Pianisten Andrew Freedman, dem Bassisten Nick Campbell und dem Drummer Robin Baytas wurde 2021 bei Artistry Music/Mack Avenue Records veröffentlicht. Beim selben Label erschien 2024 sein zweites Album Fly, an dem Shai Maestro und Linda May Han Oh beteiligt sind; dort gibt es aber „auch eine grandiose a-cappella-Version von ‚I Didn’t Know What Time It Was‘, wo Mayo neben der Leadstimme auch alle Backing Vocals“ interpretierte. Als Solist trat er auch bei den Leverkusener Jazztagen auf.
Zuvor war Mayo Mitglied des Trios Shrek Is Love; er ist auch auf Alben von Sara Gazarek, Jacob Collier, Julian Shore, Cory Smythe sowie Alex Hahns Album New Flight zu hören. 2022 erhielt er als „Künstler des Jahres international“ den Deutschen Jazzpreis.